# كأس القارات لكرة السلة 1974
كأس القارات لكرة السلة 1974 هو الموسم 7 من  كأس القارات لكرة السلة. أشرف على تنظيمه الاتحاد الدولي لكرة السلة، وكان عدد الأندية المشاركة فيه  6، وفاز فيه ميريلاند تيرابينز ‏.